# Carol Rama
Carol Rama (17 de abril de 1918 - Turín, 25 de septiembre de 2015), fue una artista autodidacta italiana. Su trabajo fue relativamente desconocido hasta que la curadora Lea Vergine incluyó algunas de sus piezas en una exposición en 1980, lo cual impulsó a Rama a revisitar el estilo de acuarela de sus primeros trabajos.
Fue figura de la vanguardia italiana y conocida por sus provocadoras e irreverentes obras eróticas. 
Premio de la Academia de San Lucas en 2010.
En el 2003 recibió el León de Oro de la Bienal de Venecia por su trayectoria.
Falleció el 25 de septiembre de 2015 a los 97 años.